# Iwakuni
Iwakuni (Japans: 岩国市, Iwakuni-shi) is een stad in de prefectuur Yamaguchi, Japan. Begin 2014 telde de stad 139.430 inwoners.

## Geschiedenis
Op 1 april 1940 werd Iwakuni benoemd tot stad (shi). In 2006 werden de gemeenten Kuga (玖珂町), Mikawa (美川町), Miwa (美和町), Nishiki (錦町), Shuto (周東町), Yuu (由宇町) en het dorp Hongo (本郷村) toegevoegd aan de stad.

## Bezienswaardigheden

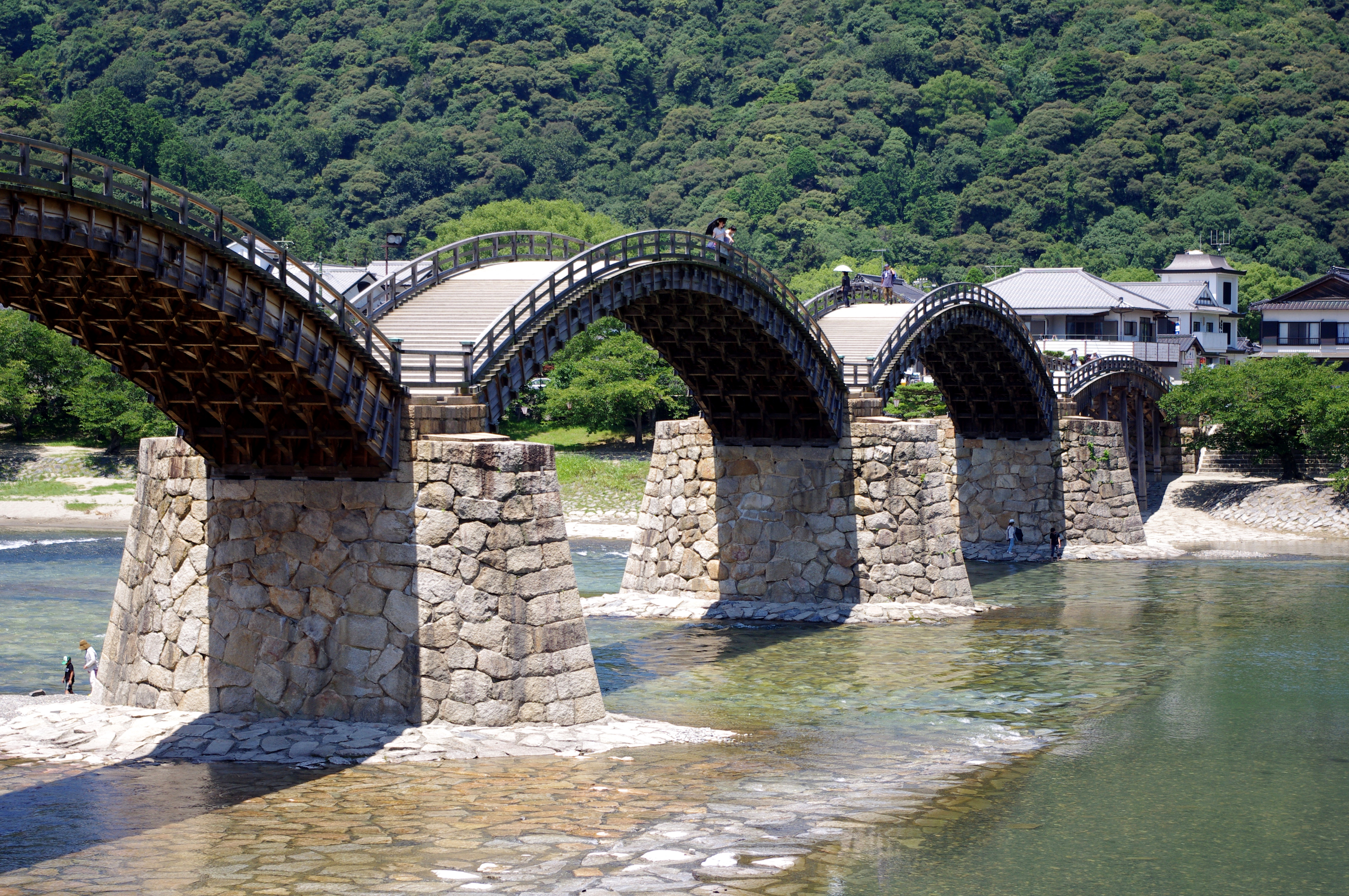
Kintai brug

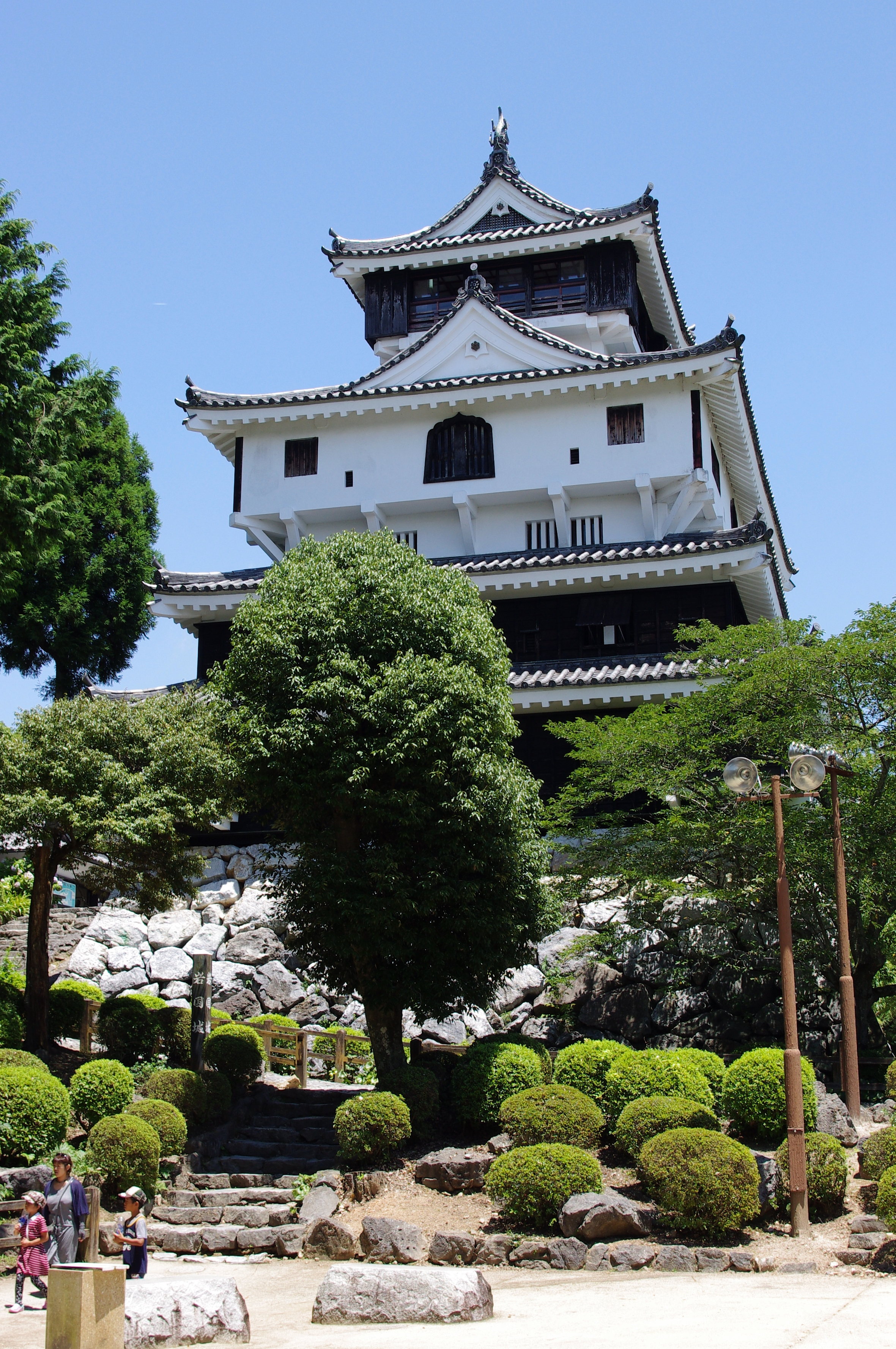
Iwakuni kasteel

- Met traditionele methoden gebouwde brug.
- Iwakuni kasteel.

## Partnersteden
- Tottori, Japan
- Jundiaí, Brazilië
- Taicang, China

Steden:
Hagi · Hikari · Hofu · Iwakuni · Kudamatsu · Mine · Nagato · Sanyo-Onoda · Shimonoseki · Shunan · Ube · Yamaguchi (hoofdstad) · Yanai

Districten:
Abu · Kuga · Kumage · Oshima
Gemeenten per district